# Meßstetten
Meßstetten – miasto w Niemczech, w kraju związkowym Badenia-Wirtembergia, w rejencji Tybinga, w regionie Neckar-Alb, w powiecie Zollernalb, siedziba wspólnoty administracyjnej Meßstetten. Leży w Jurze Szwabskiej, częściowo w Parku Natury Górnego Dunaju, ok. 14 km na południowy wschód od Balingen.

## Dzielnice
- Meßstetten
- Hartheim
- Heinstetten
- Hossingen
- Oberdigisheim
- Unterdigisheim
- Tieringen.